# Нік Вінтер
Ентоні Вільям «Нік» Вінтер (англ. Anthony William "Nick" Winter; нар. 25 серпня 1894 — пом. 6 травня 1955) — австралійський легкоатлет, який спеціалізувався в потрійному стрибку.

## Із життєпису
Олімпійський чемпіон з потрійного стрибку (1924).
Учасник змагань зі стрибків у довжину на Іграх-1928 (12-е місце).
Перший в історії чемпіон Австралії з потрійного стрибку (1930). Срібний призер чемпіонату Австралії з потрійного стрибку (1932).
Ексрекордсмен світу з потрійного стрибку (15,52; 1924).

## Визнання
- Член Зали спортивної слави Австралії (1986)
- Член Зали слави легкої атлетики Австралії (2004)